# PATRIOT Act

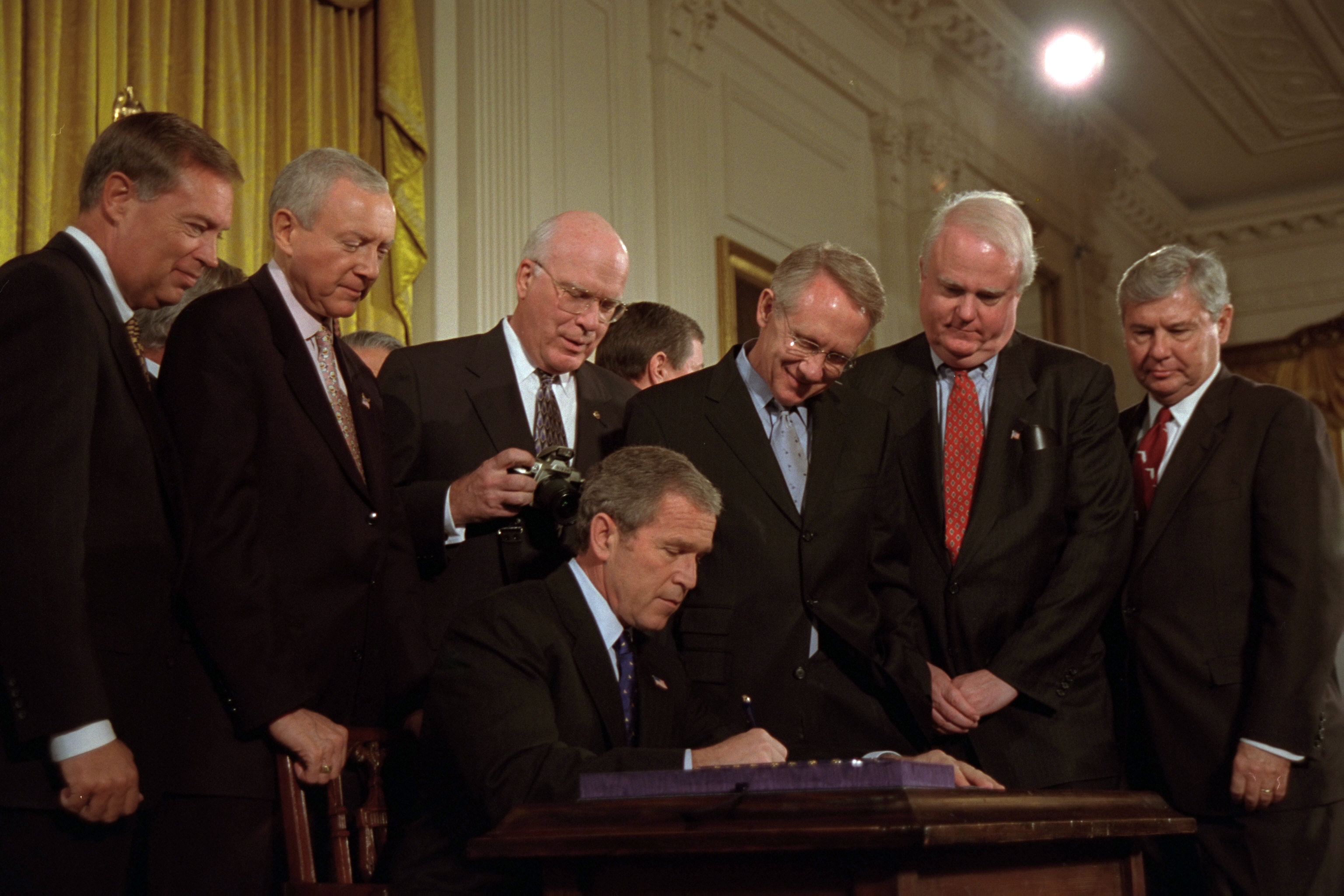
Prezident George W. Bush podepisuje USA PATRIOT Act ve Východní místnosti Bílého domu

USA PATRIOT Act (vykládáno jako zkratka z plného názvu Uniting and Strengthening America by Providing Appropriate Tools Required to Intercept and Obstruct Terrorism Act of 2001 – Zákon o sjednocování a posilování Ameriky poskytováním vhodných pomůcek potřebných pro stíhání a bránění terorismu z roku 2001; překládano jako vlastenecký zákon; označení H.R. 3162 nebo PL 107-56) je zákon platný ve Spojených státech amerických.
Byl navržen 23. října 2001 ve Sněmovně reprezentantů, kde byl následující den schválen poměrem hlasů 357 ku 66, proti hlasoval například republikán Ron Paul nebo demokrat Dennis Kucinich. Poté byl posunut do Senátu, kde byl schválen 25. října 2001 poměrem hlasů 98 ku 1 a byl tak schválen celým Kongresem. Russ Feingold jako jediný senátor hlasoval proti, senátoři Patrick Leahy a Tom Daschle se snažili jeho projednávání pozdržet. Prezident Spojených států George W. Bush ho podepsal a uvedl v platnost 26. října 2001.

## Obsah
Zákon je rozdělen do deseti hlav (titles):
| Původní název                                                                                | Český překlad                                                                                            |
| -------------------------------------------------------------------------------------------- | --- |
| Title I: Enhancing Domestic Security against Terrorism                                       | Hlava I: Posílení domácí bezpečnosti proti terorismu                                                     |
| Title II: Enhanced Surveillance Procedures                                                   | Hlava II: Posílení procedur dozoru                                                                       |
| Title III: International money laundering abatement and anti-terrorist financing act of 2001 | Hlava III: Redukce mezinárodního „praní špinavých peněz“ a výnos proti financování terorismu z roku 2001 |
| Title IV: Protecting the border                                                              | Hlava IV: Ochrana hranic                                                                                 |
| Title V: Removing obstacles to investigating terrorism                                       | Hlava V: Odstranění překážek pro stíhání terorismu                                                       |
| Title VI: Providing for victims of terrorism, public safety officers and their families      | Hlava VI: Zaopatření obětí terorismu, bezpečnostních pracovníků a jejich rodin                           |
| Title VII: Increased information sharing for critical infrastructure protection              | Hlava VII: Zvýšené sdílení informací pro ochranu klíčové infrastruktury                                  |
| Title VIII: Strengthening the criminal laws against terrorism                                | Hlava VIII: Posílení trestních zákonů proti terorismu                                                    |
| Title IX: Improved intelligence                                                              | Hlava IX: Vylepšená rozvědka                                                                             |
| Title X: Miscellaneous                                                                       | Hlava X: Různé                                                                                           |

## Synopse
Norma rozšiřuje pravomoci amerických vládních agentur a silových či „zákon-vynucujících“ složek za účelem boje s terorismem v USA i mimo něj.
V porovnání se stavem před jeho zavedením, tento zákon zasahuje do několika svobod a oblastí občanského života běžného obyvatele Spojených států.

## Vyjádření a komentáře k USA PATRIOT Act
- Prof. David Cole, profesor na univerzitě v Georgetownu, se vyslovil, že „skutečný důvod za těmito jmény (akronymem tohoto nařízení) bylo, samozřejmě, naznačit, že kdokoli, kdo to (Patriot Act) kritizuje, je nevlastenecký, je zrádce. Lidé byli v podstatě shledáni vinnými, dokud se nedokáže, že jsou nevinni“.
- Praktické dopady PATRIOT Act shrnul do běžného jazyka Aaron Russo ve filmu America: From Freedom to Fascism. V titulcích film ukazuje:[1]
„USA PATRIOT Act umožňuje:
  - agentům FBI a policii prohledávat tvůj domov a kancelář bez tvého vědomí,
  - vládě tajně instalovat odposlouchávací zařízení na tvůj telefon, počítač a sledovat tvůj pohyb na Internetu,
  - tajná vyšetřování
    - tvých bankovních záznamů, kreditních karet a další finanční záznamy,
    - tvého půjčování a koupě knížek,
    - tvých zdravotních záznamů a cestovních a obchodních aktivit

  - zmrazení fondů a majetku bez předchozího upozornění a bez možnosti se odvolat
  - vytvoření tajných »sledovacích seznamů«, které vykážou v nich uvedené osoby z letecké či jiné dopravy.“

Kladné hodnocení USA PATRIOT Act dostává od politiků z administrativy prezidenta G. W. Bushe, některých hlavních médií (např. O'Reilly Factor apod.).
U Hlavy II, ustanovující tři velmi kontroverzní provizoria (týkající se sledování a odposlouchávání veškeré elektronické komunikace a telefonů a domovních prohlídek i bez vědomí majitele), bylo v několika nezávislých soudních sporech zkoumáno, zdali neporušuje 4. dodatek Ústavy Spojených států amerických.
Právo národa na ochranu svobody osobní a domovní, písemností a majetku nesmí být porušováno neoprávněnými prohlídkami a konfiskacemi; nesmí být vydán rovněž žádný příkaz, který by se neopíral o zdůvodněná zjištění, doložená přísahou nebo jiným způsobem potvrzená, a který by neobsahoval přesné určení místa, které má být prohledáno, přesný popis osob, které mají být vzaty do vazby, a věcí, jež mají být zabaveny.
Ústava Spojených států, 4. dodatek

## Platnost
Některá opatření USA PATRIOT Act jsou s platností na dobu neurčitou, jiná byla původně navržena na dobu určitou, s vypršením platnosti k 31. prosinci 2005. Později bylo datum vypršení platnosti posunuto na 3. únor 2006, poté na 10. dubna 2006. 2. dubna americký senát hlasoval o jeho obnovení, které 7. dubna odsouhlasil. Prezident obnovení platnosti podepsal den před jeho vypršením.
Za „nástupce USA PATRIOT Act“ nebo Patriot Act II je považována další právní norma, Domestic Security Enhancement Act (of 2003) (Zákon o zvýšení domácí bezpečnosti z roku 2003)
26. května 2011 byl nástupce původního USA PATRIOT Act prodloužen o další 4 roky.

### Audiovizuální dokumenty
- (anglicky)Unconstitutional – The War on Our Civil Liberties – 68minutový dokument probírající dopady PATRIOT Act na práva amerických občanů